# Мар'їно (Пушкінське сільське поселення)
Мар'їно (рос. Марьино) — присілок Сафоновського району Смоленської області Росії. Входить до складу Пушкінського сільського поселення.
Населення — 0 осіб (2007 рік).